# Károly Rémi
Károly Rémi (* 18. Juni 1890 in Wien; † 20. Dezember 1914 in Budapest) war ein ungarischer Wasserballspieler.

## Karriere
Rémi begann seine sportliche Karriere zunächst im Schwimmsport. 1910 wechselte er zum Wasserball und spielte fortan für Ferencváros Budapest. Mit der Mannschaft errang er 1912 und 1913 die ungarische Meisterschaft. 1912 nahm er außerdem an den Olympischen Spielen in Stockholm teil. Hier erreichte er mit der ungarischen Wasserballmannschaft den fünften Rang. 1914 wurde er an der Front im Ersten Weltkrieg verwundet und starb später in Budapest. 